# Biff Manard
Biff Maynard, plus connu sous le nom de Biff Manard (né en 1939) est un acteur et scénariste américain. 
Il a joué le rôle du bandit holographique dans la série Star Trek : La Nouvelle Génération (2e saison,  épisode Élémentaire, mon cher Data). Mais il est plus connu pour son rôle d'officier de police Michael Frances Murphy dans la série Flash, basée sur la bande dessinée Flash, qui a été diffusée dans les années 1990. 
Manard a également joué dans Hap Ashby Trancers, en 1985, avec Richard Herd et Michael McGradyn, et dans Trancers II la suite, en 1991, avec Jeffrey Combs).

## Biographie
C'est en 1970 que Manard fait sa première apparition à la télévision, invité dans un épisode de Mission impossible, série dans laquelle Leonard Nimoy était un acteur régulier (épisode L'Amateur, avec également Peter Brocco et Anthony Zerbe).
Vingt-cinq ans plus tard, il obtient un rôle dans la série télévisée Bonanza : Under Attack (1995), au côté de l'acteur Leonard Nimoy. 
Manard reste dans au moins quatre épisodes de Bonanza entre 1971 et 1972, dont un avec Don Keefer et un autre avec Noble Willingham. Il est également apparu dans un court métrage appelé Cowboysan, avec Ted Cassidy et dirigé par Susan Oliver.
En 1981, Manard est apparu dans CHiPs, Michael Dorn étant aussi un acteur régulier du programme.
Sa filmographie télévisée inclut d'autres apparitions : 
- Knots Landing (avec Allan Miller et Bert Remsen)
- Les Nuits de la cour (avec John Larroquette et Paddi Edwards)
- Hunter (avec Jeremy Roberts).

Outre Trancers, il apparaît dans les longs métrages des années 1980 suivants :
- Pray (avec Charlie Brill)
- Accès souterrains (avec Frank Gorshin et Sid Haig)
- Saint-Helens (avec Néhémie Persoff)
- Buddy Buddy (avec Michael Ensign et Ed Begley, Jr.)
- Off the Wall (mettant en vedette Paul Sorvino et Monte Markham)
- Les Gars erronés (avec Jonathan Schmock)
- Desert Kickboxer (avec Robert O'Reilly)
- L'Art Déco Detective (avec Stephen McHattie)
- Blankman (avec Jason Alexander)
- Point de (avec Mariette Hartley)
- Eight Days a Week (avec Darleen Carr, Van Epperson, Catherine Hicks, et Mark L. Taylor)

Après une absence de huit ans du cinéma et de la télévision, Manard est récemment apparu dans un épisode de courte durée sur CBS, la série Smith, mettant en vedette Virginia Madsen.